# L’uomo risacca
L’uomo risacca ist ein Kurzfilm von Luca Guadagnino aus dem Jahr 2000.

## Inhalt
Schauplätze des Films sind ein Hotelzimmer mit einem breiten Doppelbett, ein Hotelflur und eine Straße. Auf dem Boden des Zimmers liegen Kleider und Schuhe. Das Bett, auf dem sich zwei spärlich bekleidete Frauen räkeln, ist zerwühlt. Die beiden rauchen, tauschen Zärtlichkeiten aus, die unvermittelt in  Gewalt umschlagen, in eine Prügelei, die sich über den Flur und zurück ins Zimmer erstreckt und mit Zärtlichkeiten im Bett endet. In der Schlusssequenz schlendern die beiden, elegant gekleidet und Hand in Hand, eine Straße entlang.

## Produktion und Veröffentlichung
L’uomo risacca ist der zweite Kurzfilm Guadagninos nach Qui, ebenfalls ein Erotikfilm, der öffentlich gezeigt worden ist.
Der Film kommt ohne Dialoge aus, wird allerdings begleitet durch Filmmusik. Residente, ein von Streichern und Schlagzeug begleiteter Sänger, singt ein Lied auf einen Text des Lyrikers Gabriele Frasca (* 1957).
Das von dem italienischen Filmregisseur Beniamino Catena mit der Handkamera gedrehte Filmmaterial wurde von Walter Fasano geschnitten und hat die Ästhetik eines Videoclips.
Der Film wurde am 1. Juni 2000 auf dem Bellaria Film Festival in Bellaria-Igea Marina gezeigt und kann auf YouTube abgerufen werden.